# Cotesia nonagriae
Cotesia nonagriae är en stekelart som först beskrevs av Henry Lorenz Viereck 1913.  Cotesia nonagriae ingår i släktet Cotesia och familjen bracksteklar. Inga underarter finns listade i Catalogue of Life.